# Lijst van rijksmonumenten aan de Prins Hendrikkade
Een overzicht van de 93 rijksmonumenten aan de Prins Hendrikkade in Amsterdam.
| Object | Oorspronkelijke functie?  | Bouwjaar                                                          | Architect              | Locatie                      | Coördinaten?                  | Nr.?   | Afbeelding                                                              |
| --- | ------------------------- | ----------------------------------------------------------------- | ---------------------- | ---------------------------- | ----------------------------- | ------ | ----------------------------------------------------------------------- |
| Pand met gevel onder rechte lijst | Gebouw                    | 19e eeuw                                                          |                        | Prins Hendrikkade 1A         | 52° 22' 44" NB, 4° 53' 41" OL | 4113   | Meer afbeeldingen                                                       |
| Pand met trapgevel, versierd met grote boogblokken                                                                                              | Gebouw                    | 17e eeuw                                                          |                        | Prins Hendrikkade 5          | 52° 22' 44" NB, 4° 53' 43" OL | 4114   | Meer afbeeldingen                                                       |
| Pand met klokgevel met originele houten pui | Gebouw                    | 18e eeuw                                                          |                        | Prins Hendrikkade 10         | 52° 22' 44" NB, 4° 53' 43" OL | 4115   | Meer afbeeldingen                                                       |
| Pand met klokgevel | Gebouw                    | derde kwart 18e eeuw                                              |                        | Prins Hendrikkade 11         | 52° 22' 44" NB, 4° 53' 44" OL | 4116   | Meer afbeeldingen                                                       |
| Pand met gevel onder gesneden rechte lijst met consoles                                                                                         | Gebouw                    | tweede kwart 19e eeuw                                             |                        | Prins Hendrikkade 12         | 52° 22' 44" NB, 4° 53' 44" OL | 4117   | Meer afbeeldingen                                                       |
| Pand met gevel onder gesneden korfbogig verhoogde lijst                                                                                         | Gebouw                    | ca. 1725                                                          |                        | Prins Hendrikkade 13         | 52° 22' 44" NB, 4° 53' 44" OL | 4118   | Meer afbeeldingen                                                       |
| Pand met gevel onder gezamenlijke lijst met nr 17                                                                                               | Gebouw                    | ca. 1800                                                          |                        | Prins Hendrikkade 16         | 52° 22' 43" NB, 4° 53' 45" OL | 4119   | Meer afbeeldingen                                                       |
| Pand met zware klokgevel | Gebouw                    | 1740                                                              |                        | Prins Hendrikkade 14         | 52° 22' 44" NB, 4° 53' 44" OL | 4120   | Meer afbeeldingen                                                       |
| Pand met gevel onder loos houten bovendeel en gezamenlijke lijst met nr 16                                                                      | Gebouw                    | ca. 1800                                                          |                        | Prins Hendrikkade 17         | 52° 22' 43" NB, 4° 53' 45" OL | 4121   | Meer afbeeldingen                                                       |
| Pand met gevel onder rechte lijst | Gebouw                    | eerste helft 19e eeuw                                             |                        | Prins Hendrikkade 18         | 52° 22' 43" NB, 4° 53' 45" OL | 4122   | Meer afbeeldingen                                                       |
| Pand met gevel onder rechte lijst | Gebouw                    | ca. 1800                                                          |                        | Prins Hendrikkade 19         | 52° 22' 43" NB, 4° 53' 46" OL | 4123   | Meer afbeeldingen                                                       |
| Gebouw Mercurius | Winkel                    | 1882-1883                                                         | IJme Gerardus Bijvoets | Prins Hendrikkade 20         | 52° 22' 42" NB, 4° 53' 45" OL | 518505 | Meer afbeeldingen                                                       |
| Pand met gevel onder rechte lijst | Gebouw                    | eerste kwart 19e eeuw                                             |                        | Prins Hendrikkade 23         | 52° 22' 42" NB, 4° 53' 47" OL | 4124   | Meer afbeeldingen                                                       |
| Pand met gevel onder rechte lijst | Gebouw                    | 1740 eerste helft 19e eeuw                                        |                        | Prins Hendrikkade 25         | 52° 22' 42" NB, 4° 53' 47" OL | 4125   | Meer afbeeldingen                                                       |
| Pand met gevel onder verhoogde lijst met consoles                                                                                               | Gebouw                    | laatste kwart 18e eeuw                                            |                        | Prins Hendrikkade 26         | 52° 22' 42" NB, 4° 53' 47" OL | 4126   | Meer afbeeldingen                                                       |
| Pand met gepleisterde en met stucwerk versierde gevel onder rechte lijst                                                                        | Gebouw                    | eerste helft 19e eeuw                                             |                        | Prins Hendrikkade 27         | 52° 22' 42" NB, 4° 53' 47" OL | 4127   | Meer afbeeldingen                                                       |
| Lloyd-gebouw | Handel en kantoor         | 1917-1921                                                         | E. Breman              | Prins Hendrikkade 33         | 52° 22' 40" NB, 4° 53' 49" OL | 518433 | Meer afbeeldingen                                                       |
| Huis met gevel onder rechte lijst met triglyfen en consoles                                                                                     | Gebouw                    | 16e/17e/18e eeuw                                                  |                        | Prins Hendrikkade 52         | 52° 22' 36" NB, 4° 53' 58" OL | 4129   | Huis met gevel onder rechte lijst met triglyfen en consoles             |
| Pand met gevel onder rechte lijst | Gebouw                    | eerste helft 19e eeuw                                             |                        | Prins Hendrikkade 54         | 52° 22' 35" NB, 4° 53' 59" OL | 4130   | Pand met gevel onder rechte lijst                                       |
| Pand met gevel onder rechte lijst met uitstalkast in houten pui                                                                                 | Gebouw                    | 19e eeuw                                                          |                        | Prins Hendrikkade 55         | 52° 22' 35" NB, 4° 53' 59" OL | 4131   | Pand met gevel onder rechte lijst met uitstalkast in houten pui         |
| Pand met halsgevel | Gebouw                    | ca. 1725 (pand) derde kwart 19e eeuw (pui)                        |                        | Prins Hendrikkade 66         | 52° 22' 35" NB, 4° 54' 2" OL  | 4135   | Meer afbeeldingen                                                       |
| Pand met gevel onder rechte lijst met consoles                                                                                                  | Gebouw                    | ca. 1800                                                          |                        | Prins Hendrikkade 67         | 52° 22' 35" NB, 4° 54' 2" OL  | 4136   | Meer afbeeldingen                                                       |
| Pand met gevel onder gesneden rechte lijst met fraaie empire deurpartij                                                                         | Gebouw                    | eerst kwart 19e eeuw                                              |                        | Prins Hendrikkade 68         | 52° 22' 35" NB, 4° 54' 2" OL  | 4137   | Meer afbeeldingen                                                       |
| Pand met gevel onder rechte lijst met gesneden pui                                                                                              | Gebouw                    | eerste helft 19e eeuw                                             |                        | Prins Hendrikkade 69         | 52° 22' 35" NB, 4° 54' 2" OL  | 4138   | Meer afbeeldingen                                                       |
| Pand met halsgevel | Gebouw                    | eerste kwart 18e eeuw                                             |                        | Prins Hendrikkade 72         | 52° 22' 35" NB, 4° 54' 2" OL  | 4139   | Meer afbeeldingen                                                       |
| Co-kathedrale basiliek van de Heilige Nicolaas                                                                                                  | Kerk en kerkonderdeel     | 1887                                                              | A.C. Bleijs            | Prins Hendrikkade 76         | 52° 22' 35" NB, 4° 54' 4" OL  | 4140   | Meer afbeeldingen                                                       |
| Pand met gevel onder rechte lijst met dakkapel                                                                                                  | Gebouw                    | eerste kwart 19e eeuw (dakkapel)                                  |                        | Prins Hendrikkade 80C        | 52° 22' 36" NB, 4° 54' 5" OL  | 4141   | Meer afbeeldingen                                                       |
| Gevel van een verf- en vernisfabriek | Industrie                 | 1889                                                              |                        | Prins Hendrikkade bij 80     | 52° 22' 35" NB, 4° 54' 5" OL  | 518457 | Meer afbeeldingen                                                       |
| Handelskantoor Gebouw Batavia | Handel en kantoor         | 1918-1920                                                         | J.H. Slot              | Prins Hendrikkade 84         | 52° 22' 36" NB, 4° 54' 6" OL  | 518460 | Meer afbeeldingen                                                       |
| Huis met klokgevel onder rollagen | Gebouw                    | 17e/18e eeuw                                                      |                        | Prins Hendrikkade 87         | 52° 22' 36" NB, 4° 54' 7" OL  | 4142   | Meer afbeeldingen                                                       |
| Hoekhuis met gevels onder rechte lijsten | Gebouw                    | eerste helft 19e eeuw                                             |                        | Prins Hendrikkade 88I        | 52° 22' 36" NB, 4° 54' 7" OL  | 4143   | Meer afbeeldingen                                                       |
| Pand met gevel onder gesneden rechte lijst met consoles                                                                                         | Gebouw                    | tegen 1800                                                        |                        | Prins Hendrikkade 90         | 52° 22' 36" NB, 4° 54' 7" OL  | 4144   | Meer afbeeldingen                                                       |
| Pand met gevel onder gesneden rechte lijst met consoles                                                                                         | Gebouw                    | laatste kwart 18e eeuw                                            |                        | Prins Hendrikkade 91         | 52° 22' 36" NB, 4° 54' 7" OL  | 4145   | Meer afbeeldingen                                                       |
| Pand met gevel onder rijk gesneden rechte lijst                                                                                                 | Gebouw                    | laatste kwart 18e eeuw                                            |                        | Prins Hendrikkade 92         | 52° 22' 36" NB, 4° 54' 7" OL  | 4146   | Meer afbeeldingen                                                       |
| Hoekhuis met gevels | Gebouw                    | 18e (bouw) 19e/20e eeuw (gewijzigd)                               |                        | Prins Hendrikkade 93         | 52° 22' 36" NB, 4° 54' 7" OL  | 4147   | Meer afbeeldingen                                                       |
| Schreierstoren | Fort, vesting en -onderdl | circa 1487                                                        |                        | Prins Hendrikkade 94         | 52° 22' 35" NB, 4° 54' 8" OL  | 4148   | Meer afbeeldingen                                                       |
| Pand met gevel onder rechte lijst | Gebouw                    | eerste helft 19e eeuw                                             |                        | Prins Hendrikkade 97A        | 52° 22' 33" NB, 4° 54' 10" OL | 4149   | Meer afbeeldingen                                                       |
| Hoekhuis, vanwege de 17e-eeuwse oeils-de-boeuf in de voorgevel                                                                                  | Gebouw                    | 17e eeuw                                                          |                        | Prins Hendrikkade 99         | 52° 22' 33" NB, 4° 54' 11" OL | 4150   | Meer afbeeldingen                                                       |
| Twee huizen onder rechte lijst met consoles | Gebouw                    | 17e/18e/19e eeuw                                                  |                        | Prins Hendrikkade 100        | 52° 22' 33" NB, 4° 54' 11" OL | 4151   | Meer afbeeldingen                                                       |
| Pand met trapgevel, versierd met kleine blokjes en voorzien van een gevelsteen                                                                  | Gebouw                    | laatste kwart 17e eeuw                                            |                        | Prins Hendrikkade 101A       | 52° 22' 32" NB, 4° 54' 11" OL | 4153   | Meer afbeeldingen                                                       |
| Oud huis met herbouwde gevel onder de oorspronkelijke gesneden rechte lijst met consoles                                                        | Gebouw                    | laat 18e eeuw                                                     |                        | Prins Hendrikkade 102        | 52° 22' 32" NB, 4° 54' 11" OL | 4154   | Meer afbeeldingen                                                       |
| Pand met lisenengevel, versierd met grote boogblokken onder rollagentop                                                                         | Gebouw                    | 17e/19e eeuw                                                      |                        | Prins Hendrikkade 105        | 52° 22' 32" NB, 4° 54' 10" OL | 4155   | Pand met lisenengevel, versierd met grote boogblokken onder rollagentop |
| Pand met gevel onder rechte lijst met consoles                                                                                                  | Gebouw                    | derde kwart 19e eeuw                                              |                        | Prins Hendrikkade 106        | 52° 22' 31" NB, 4° 54' 10" OL | 4156   | Pand met gevel onder rechte lijst met consoles                          |
| Pand met gevel onder rechte lijst | Gebouw                    | eerste helft 19e eeuw                                             |                        | Prins Hendrikkade 107        | 52° 22' 31" NB, 4° 54' 10" OL | 4157   | Pand met gevel onder rechte lijst                                       |
| Scheepvaarthuis | Handel en kantoor         | 1911-1916                                                         | Jan van der Mey        | Prins Hendrikkade 108        | 52° 22' 28" NB, 4° 54' 15" OL | 4158   | Meer afbeeldingen                                                       |
| Pand met klokgevel en wat onderste helft betreft vernieuwd                                                                                      | Gebouw                    | 18/19e eeuw                                                       |                        | Prins Hendrikkade 121        | 52° 22' 27" NB, 4° 54' 17" OL | 4159   | Meer afbeeldingen                                                       |
| Pand met gevel onder rijk gesneden rechte lijst met hardstenen pui, empire snijraam en vier stoeppalen                                          | Woonhuis                  | ca. 1800                                                          |                        | Prins Hendrikkade 122        | 52° 22' 27" NB, 4° 54' 17" OL | 4160   | Meer afbeeldingen                                                       |
| Pand met gevel onder rechte klossenlijst | Gebouw                    | eerste helft 19e eeuw                                             |                        | Prins Hendrikkade 123        | 52° 22' 27" NB, 4° 54' 18" OL | 4161   | Meer afbeeldingen                                                       |
| Pand met klokgevel met gesneden deur en snijraamhek                                                                                             | Gebouw                    | 18e/19e eeuw                                                      |                        | Prins Hendrikkade 124        | 52° 22' 27" NB, 4° 54' 18" OL | 4162   | Meer afbeeldingen                                                       |
| Pand met gevel onder gesneden rechte lijst met empire deurpartij, balusters en stoephek                                                         | Woonhuis                  | eerste kwart 19e eeuw                                             |                        | Prins Hendrikkade 125        | 52° 22' 27" NB, 4° 54' 18" OL | 4163   | Meer afbeeldingen                                                       |
| Pakhuis met gevel onder rechte lijst | Gebouw                    | eerste helft 19e eeuw                                             |                        | Prins Hendrikkade 127        | 52° 22' 26" NB, 4° 54' 19" OL | 4164   | Meer afbeeldingen                                                       |
| Pand met gevel onder rechte lijst | Gebouw                    | eerste helft 19e eeuw                                             |                        | Prins Hendrikkade 128        | 52° 22' 26" NB, 4° 54' 19" OL | 4165   | Meer afbeeldingen                                                       |
| Pand met zandstenen gevel onder rechte lijst met triglyfen, consoles en opzetstuk en met gebeeldhouwde versiering van de middelste vensteras    | Gebouw                    | tegen 1750                                                        |                        | Prins Hendrikkade 129        | 52° 22' 26" NB, 4° 54' 19" OL | 4166   | Meer afbeeldingen                                                       |
| Huis met gevel onder rechte lijst | Woonhuis                  | 18e/19e eeuw                                                      |                        | Prins Hendrikkade 130        | 52° 22' 26" NB, 4° 54' 19" OL | 4167   | Meer afbeeldingen                                                       |
| Woonhuis van admiraal de ruyter | Woonhuis                  | tweede kwart 17e eeuw ca. 1829                                    |                        | Prins Hendrikkade 131        | 52° 22' 26" NB, 4° 54' 20" OL | 4168   | Meer afbeeldingen                                                       |
| Pand met gevel onder rechte lijst met consoles                                                                                                  | Woonhuis                  | 17e/19e eeuw                                                      |                        | Prins Hendrikkade 132        | 52° 22' 26" NB, 4° 54' 20" OL | 4169   | Meer afbeeldingen                                                       |
| Pand met zandstenen gevel onder rijk gebeeldhouwde verhoogde lijst en attiek, met gebeeldhouwde stoep, pui en middenpartij                      | Gebouw                    | 1727                                                              |                        | Prins Hendrikkade 133        | 52° 22' 26" NB, 4° 54' 20" OL | 4170   | Meer afbeeldingen                                                       |
| Pand met gevel onder rijk gesneden verhoogde lijst met opzetstuk                                                                                | Gebouw                    | tweede kwart 18e eeuw                                             |                        | Prins Hendrikkade 134        | 52° 22' 25" NB, 4° 54' 20" OL | 4171   | Meer afbeeldingen                                                       |
| Pand met zware klokgevel met fraai gesneden deur                                                                                                | Gebouw                    | ca. 1750/1755                                                     |                        | Prins Hendrikkade 135        | 52° 22' 25" NB, 4° 54' 21" OL | 4172   | Meer afbeeldingen                                                       |
| Pand met gevel onder rechte lijst met empire deurpartij                                                                                         | Gebouw                    | eerste kwart 19e eeuw                                             |                        | Prins Hendrikkade 136        | 52° 22' 25" NB, 4° 54' 21" OL | 4173   | Meer afbeeldingen                                                       |
| Hoekhuis met voorgevel onder gesneden rechte lijst met consoles en stoep, stoephek en deurpartij tegen de zijgevel                              | Gebouw                    | laatste kwart 18e eeuw                                            |                        | Prins Hendrikkade 137        | 52° 22' 25" NB, 4° 54' 21" OL | 4174   | Meer afbeeldingen                                                       |
| Pand bestaande uit een nieuw opgetrokken rechterhelft, waarop de oude ingezwenkte hals van het vroegere nr 138 en een linkerhelft met halsgevel | Gebouw                    | tweede of derde kwart 18e eeuw                                    |                        | Prins Hendrikkade 138        | 52° 22' 25" NB, 4° 54' 22" OL | 4175   | Meer afbeeldingen                                                       |
| Pand met gevel onder rechte lijst met consoles                                                                                                  | Gebouw                    | 1809                                                              |                        | Prins Hendrikkade 140A       | 52° 22' 24" NB, 4° 54' 22" OL | 4176   | Meer afbeeldingen                                                       |
| Pand met gevel onder rechte lijst | Woonhuis                  | mogelijk 18e eeuw en ouder                                        |                        | Prins Hendrikkade 141A       | 52° 22' 24" NB, 4° 54' 22" OL | 4177   | Meer afbeeldingen                                                       |
| Pand met vierraamsgevel onder gebeeldhouwde rechte lijst met consoles, evenals de onderpui                                                      | Woonhuis                  | tweede kwart 18e eeuw (pand) 1828 (verbouwd)                      |                        | Prins Hendrikkade 142        | 52° 22' 24" NB, 4° 54' 23" OL | 4178   | Meer afbeeldingen                                                       |
| Pand met zandstenen gevel onder rechte lijst met consoles                                                                                       | Gebouw                    | derde kwart 18e eeuw                                              |                        | Prins Hendrikkade 143        | 52° 22' 24" NB, 4° 54' 23" OL | 4179   | Meer afbeeldingen                                                       |
| Pand met rijk gebeeldhouwde halsgevel met vleugelstukken van bijzonder ontwerp en met versierde stoep                                           | Gebouw                    | eerste kwart 18e eeuw en later                                    |                        | Prins Hendrikkade 144        | 52° 22' 24" NB, 4° 54' 23" OL | 4180   | Meer afbeeldingen                                                       |
| Pand met gevel onder rechte lijst | Gebouw                    | eerste kwart 19e eeuw                                             |                        | Prins Hendrikkade 145        | 52° 22' 24" NB, 4° 54' 23" OL | 4181   | Meer afbeeldingen                                                       |
| Pand met gevel onder rollagentop | Gebouw                    | derde kwart 18 eeuw en later                                      |                        | Prins Hendrikkade 146        | 52° 22' 24" NB, 4° 54' 24" OL | 4182   | Meer afbeeldingen                                                       |
| Pand met gevel onder verhoogde lijst | Gebouw                    | derde kwart 18e eeuw                                              |                        | Prins Hendrikkade 148        | 52° 22' 23" NB, 4° 54' 24" OL | 4183   | Meer afbeeldingen                                                       |
| Pand met gevel onder rechte lijst met gesneden deur, kalf en snijraamhek                                                                        | Gebouw                    | derde kwart 18e eeuw                                              |                        | Prins Hendrikkade 150A       | 52° 22' 23" NB, 4° 54' 25" OL | 4184   | Meer afbeeldingen                                                       |
| Pand met gevel onder rechte lijst | Gebouw                    | eerste helft 19e eeuw                                             |                        | Prins Hendrikkade 151        | 52° 22' 23" NB, 4° 54' 25" OL | 4185   | Meer afbeeldingen                                                       |
| Pand met gevel onder rechte lijst en dakvoorschot                                                                                               | Gebouw                    | eerste helft 19e eeuw (pand) mogelijk tweede kwart 19e eeuw (pui) |                        | Prins Hendrikkade 152        | 52° 22' 23" NB, 4° 54' 25" OL | 4186   | Meer afbeeldingen                                                       |
| Onderdeel van het grote hoekpand Prins Hendrikkade 155-156-Kalkmarkt 1-2, met schilddak en pilastergevel                                        | Gebouw                    | midden 17e eeuw en later                                          |                        | Prins Hendrikkade 155        | 52° 22' 23" NB, 4° 54' 25" OL | 4187   | Meer afbeeldingen                                                       |
| Onderdeel van het grote hoekpand Prins Hendrikkade 155-156-Kalkmarkt 1-2, met schilddak en pilastergevels                                       | Woonhuis                  | midden 18e eeuw                                                   |                        | Prins Hendrikkade 156        | 52° 22' 22" NB, 4° 54' 26" OL | 4188   | Meer afbeeldingen                                                       |
| Scheepvaartkantoor | Handel en kantoor         | 1902-1903                                                         |                        | Prins Hendrikkade 159A t/m F | 52° 22' 19" NB, 4° 54' 31" OL | 518429 | Meer afbeeldingen                                                       |
| Dubbel huis met gevel deur en snijraamhek | Woonhuis                  | 17e/18e eeuw                                                      |                        | Prins Hendrikkade 160A       | 52° 22' 20" NB, 4° 54' 31" OL | 4189   | Meer afbeeldingen                                                       |
| Pand met gevel met pui en lijst | Gebouw                    | derde kwart 18e eeuw en later                                     |                        | Prins Hendrikkade 161A       | 52° 22' 19" NB, 4° 54' 32" OL | 4190   | Meer afbeeldingen                                                       |
| Pand met gevel onder rechte lijst met consoles en latere balustrade                                                                             | Gebouw                    | tweede kwart 18e eeuw                                             |                        | Prins Hendrikkade 162A       | 52° 22' 19" NB, 4° 54' 33" OL | 4191   | Meer afbeeldingen                                                       |
| Pand met gevel onder rechte lijst met consoles en latere balustrade                                                                             | Gebouw                    | tweede kwart 18e eeuw                                             |                        | Prins Hendrikkade 163        | 52° 22' 19" NB, 4° 54' 33" OL | 4192   | Meer afbeeldingen                                                       |
| Pand met gevel onder rechte lijst met rij consoles                                                                                              | Gebouw                    | mogelijk tweede kwart 18e eeuw                                    |                        | Prins Hendrikkade 164A       | 52° 22' 19" NB, 4° 54' 33" OL | 4193   | Meer afbeeldingen                                                       |
| Pand met vierraamsgevel onder rechte lijst | Gebouw                    | eerste helft 19e eeuw                                             |                        | Prins Hendrikkade 165A       | 52° 22' 19" NB, 4° 54' 33" OL | 4194   | Meer afbeeldingen                                                       |
| Pand met gevel onder verhoogde lijst met consoles en gesneden attiek                                                                            | Gebouw                    | tweede kwart 18e eeuw                                             |                        | Prins Hendrikkade 166        | 52° 22' 19" NB, 4° 54' 34" OL | 4195   | Meer afbeeldingen                                                       |
| Pand met rijk gebeeldhouwde halsgevel | Gebouw                    | tweede kwart 18e eeuw                                             |                        | Prins Hendrikkade 167        | 52° 22' 19" NB, 4° 54' 34" OL | 4196   | Meer afbeeldingen                                                       |
| Pand met gevel onder rechte lijst met rozetten                                                                                                  | Gebouw                    | eerste kwart 19e eeuw                                             |                        | Prins Hendrikkade 168        | 52° 22' 19" NB, 4° 54' 34" OL | 4197   | Meer afbeeldingen                                                       |
| Pand met gevel onder gesneden rechte lijst | Gebouw                    | mogelijk tweede kwart 19e eeuw                                    |                        | Prins Hendrikkade 169        | 52° 22' 19" NB, 4° 54' 34" OL | 4198   | Meer afbeeldingen                                                       |
| Pand met gevel onder rechte lijst | Gebouw                    | eerste helft 19e eeuw                                             |                        | Prins Hendrikkade 170        | 52° 22' 19" NB, 4° 54' 35" OL | 4199   | Meer afbeeldingen                                                       |
| Pand met gevel onder zandstenen triglyfenlijst met consoles en balustrade waarin een schip enz                                                  | Gebouw                    | ca. 1750                                                          |                        | Prins Hendrikkade 171        | 52° 22' 19" NB, 4° 54' 35" OL | 4200   | Meer afbeeldingen                                                       |
| Pand met gevel onder rechte lijst met consoles, met versierde stoep en flesbalusters                                                            | Gebouw                    | tweede kwart 18e eeuw                                             |                        | Prins Hendrikkade 172        | 52° 22' 18" NB, 4° 54' 35" OL | 4201   | Meer afbeeldingen                                                       |
| Pand met gevel onder rechte lijst met consoles                                                                                                  | Gebouw                    | 18e/19e eeuw                                                      |                        | Prins Hendrikkade 173        | 52° 22' 18" NB, 4° 54' 35" OL | 4202   | Meer afbeeldingen                                                       |
| Twee huizen met gemeenschappelijke gevel onder latere ten dele afgeschuinde, ten dele horizontale bekroning                                     | Gebouw                    | 18e/19e eeuw                                                      |                        | Prins Hendrikkade 174        | 52° 22' 18" NB, 4° 54' 36" OL | 4203   | Meer afbeeldingen                                                       |
| Voormalig O.I. Compagniespakhuizencomplex van twee dubbele pakhuizen                                                                            | Gebouw                    | ca. 1600 en later                                                 |                        | Prins Hendrikkade 176        | 52° 22' 18" NB, 4° 54' 37" OL | 4204   | Meer afbeeldingen                                                       |
| Hogeschool | Onderwijs en wetenschap   | 1878-1880                                                         |                        | Prins Hendrikkade 191        | 52° 22' 16" NB, 4° 54' 42" OL | 518430 | Meer afbeeldingen                                                       |